# گاینبرگ
گاینبرگ (به آلمانی: Geinberg) یک منطقهٔ مسکونی در اتریش است که در ناحیه راید ایم اینکرایس واقع شده‌است. گاینبرگ ۱۴ کیلومتر مربع مساحت دارد ۴۰۳ متر بالاتر از سطح دریا واقع شده‌است.